# Кічеря (Бакеу)
Кічеря (рум. Chicerea) — село у повіті Бакеу в Румунії. Входить до складу комуни Мотошень.
Село розташоване на відстані 231 км на північний схід від Бухареста, 47 км на південний схід від Бакеу, 95 км на південь від Ясс, 108 км на північний захід від Галаца.

## Населення
За даними перепису населення 2002 року у селі проживали 196 осіб, усі — румуни. Усі жителі села рідною мовою назвали румунську.